# Chaplin paa Fluepapiret
Chaplin paa Fluepapiret er en amerikansk stumfilm fra 1915 af Charles Chaplin.

## Medvirkende
- Charles Chaplin
- Billy Armstrong
- Margie Reiger
- Bud Jamison
- Edna Purviance